# Atarba (Atarba) incisurata
Atarba (Atarba) incisurata is een tweevleugelige uit de familie steltmuggen (Limoniidae). De soort komt voor in het Neotropisch gebied.